# Kōji Matsushita
Kōji Matsushita (Matsushita Kōji?; 28 agosto 1967) è un ex tennistavolista giapponese.
Era un difensore classico, che raramente attaccava, preferendo giocare in chop, sia di dritto che di rovescio, lontano dal tavolo.
In carriera i suoi risultati più  importanti sono i bronzi conquistati nei campionati mondiali, rispettivamente in doppio e a squadre.